# بارنیف اینترنشنال ایرویز
بارنیف اینترنشنال ایرویز (انگلیسی: Braniff International Airways) شرکت هواپیمایی آمریکایی است، که در سال ۱۹۲۸ تأسیس شد.